# Chrysometa boraceia
Chrysometa boraceia är en spindelart som beskrevs av Claude Lévi 1986. Chrysometa boraceia ingår i släktet Chrysometa och familjen käkspindlar. Inga underarter finns listade i Catalogue of Life.